# Cho Ji-hun
Đây là một tên người Triều Tiên, họ là Cho.
Cho Ji-hun (tiếng Hàn Quốc: 조지훈; sinh ngày 29 tháng 5 năm 1990) là một tiền vệ bóng đá Hàn Quốc, thi đấu cho câu lạc bộ tại K League Suwon Samsung Bluewings.

## Danh hiệu

### Câu lạc bộ
Chiangrai United
- Cúp FA Thái Lan (1): 2020–21